# Rubrisciurus rubriventer
O Rubrisciurus rubriventer é uma espécie de esquilo. Até recentemente, foi descrito como uma espécie do gênero Callosciurus, mas desde a década de 1990 é geralmente colocado em seu próprio gênero Rubrisciurus. É endémica da ilha de Sulawesi na Indonésia. Com um comprimento de 25 cm, é bastante grande para um esquilo. Ele vive nas copas das árvores das florestas tropicais da ilha.